# Лумініца Одобеску
Лумініца Одобеску (рум. Luminița-Teodora Odobescu; 3 травня 1969, Регін) — румунська дипломатка. Міністерка закордонних справ Румунії з 15 червня 2023 року до 23 грудня 2024 року.

## Життєпис
Народилася 3 травня 1969 року в місті Регін, повіт Муреш. У 1992 році закінчила факультет комерції в Академії економічних досліджень в Бухаресті. У 2003 році отримала ступінь доктора філософії з міжнародних економічних відносин в Академії економічних досліджень у Бухаресті.
На дипломатичній роботі була Постійним представником Румунії при Європейському Союзі з вересня 2015 року по листопад 2021 року, успішно керуючи, на цій посаді, першим головуванням Румунії в Раді ЄС (перший семестр 2019 року).
З листопада 2012 року по серпень 2015 року вона була державним радником, радником з європейських справ і зовнішніх відносин прем'єр-міністра Румунії. У грудні 2014 року їй було присвоєно ранг посла. У період з лютого по листопад 2012 року вона була державним секретарем у справах Європи в Міністерстві закордонних справ, а з червня 2008 по лютий 2012 року вона була генеральним директором Департаменту Європейського Союзу в Міністерстві закордонних справ, координуючи справи ЄС і двосторонню політичну співпрацю. діалог з державами-членами ЄС, державами, що приєднуються до ЄС, включаючи Туреччину, а також країни ЄАВТ.
З 2002 по 2007 рік вона займала різні посади в Постійному представництві Румунії при Європейському Союзі в Брюсселі, відповідаючи за кілька розділів переговорів у контексті вступу Румунії до ЄС (енергетика, економічний і валютний союз, оподаткування, торгівля). Крім того, вона відповідала за торговельні відносини та заходи захисту торгівлі між Румунією та ЄС.

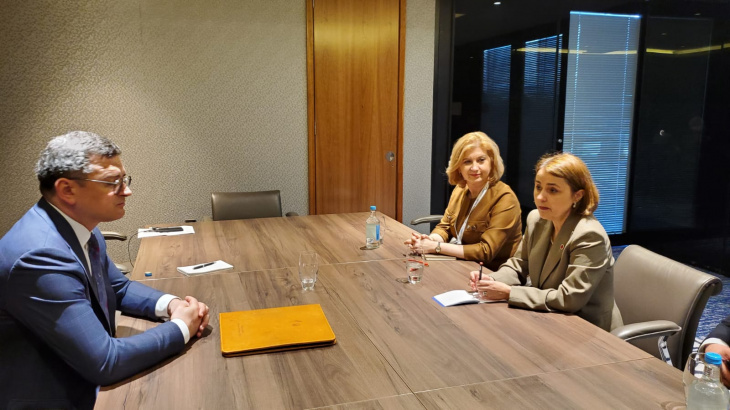
Лумініца Одобеску під час зустрічі з Дмитром Кулебою 21.06.2023

Після підписання Договору про вступ Румунії до ЄС Лумініца Одобеску взяла на себе відповідальність за координацію та підготовку засідань Комітету заступників постійних представників ЄС (COREPER I), а також брала участь у кількох робочих групах Ради ЄС та Європейської Комісії.
Лумініца-Теодора Одобеску була керівником підрозділу Департаменту зовнішньої торгівлі з 1999 по 2002 рік, відповідаючи за управління торговельними відносинами між Румунією та Європейськими Співтовариствами в рамках Угоди про європейську асоціацію. З 1995 по 1999 рік вона обіймала різні посади у відділі Європейського Союзу того ж Департаменту.
Вона була однією з перших румунських стажерів у Європейській комісії в Брюсселі. Вона також пройшла програму стажування у Всесвітній організації торгівлі в Женеві та навчальний курс зі справ ЄС у Коледжі Європи в Брюгге (Бельгія).
Лумініца-Теодора Одобеску була призначена радником президента 30 листопада 2021 року.
15 червня 2023 року — призначена Міністром закордонних справ Румунії.

## Нагороди та відзнаки
- Офіцер ордена «Орденом дипломатичних заслуг» (2007)
- Кавалер французького національного ордену Почесного легіону (2015).
- Лицар Національного ордену «Зірка Румунії» (2019)
- Орден князя Ярослава Мудрого III ст. (Україна, 4 вересня 2023) — за вагомий особистий внесок у зміцнення міждержавного співробітництва, підтримку державного суверенітету та територіальної цілісності України, популяризацію Української держави у світі[7].